# Autorité de contrôle des assurances et des mutuelles
L'Autorité de contrôle des assurances et des mutuelles (ACAM) était une autorité publique indépendante (API) dotée de la personnalité juridique, chargée du contrôle des entreprises du secteur de l'assurance. La loi de modernisation de l'économie de 2008 (art. 152) a fusionné l'ACAM et la Commission bancaire pour former l'Autorité de contrôle prudentiel.

## Création
L'ACAM a été instituée par la loi du 1er août 2003, laquelle procède à la fusion de la CCA et de la CCMIP pour donner la CCAMIP. Rebaptisée ACAM en 2005, elle assure le contrôle des entreprises du secteur de l'assurance relevant principalement :
- du code des assurances : assureurs (sociétés anonymes d'assurance, sociétés d'assurance mutuelle, autres structures dérivées) et réassureurs ;
- du code de la sécurité sociale (institutions de prévoyance) ;
- des mutuelles du code de la mutualité (livres II et III, le contrôle pouvant être déconcentré).

Elle a été qualifiée d'AAI à l'article 30 de la loi du 1er août 2003.